# Hellern
Hellern, Osnabrück-Hellern – dzielnica miasta Osnabrück w Niemczech, w kraju związkowym Dolna Saksonia.